# Římskokatolická farnost u kostela sv. Vavřince, Brno-Komín
Římskokatolická farnost Brno-Komín je územním společenstvím římských katolíků v rámci brněnského děkanství brněnské diecéze s farním kostelem svatého Vavřince. Do farnosti spadají brněnské části Komín, Jundrov a Medlánky. K farnosti patří i kaple Pána Ježíše v Getsemanech, která slouží jundrovským obyvatelům, avšak nachází se na území Žabovřesk.

## Historie farnosti
Farní kostel byl vystavěn roku 1324 Eliškou Rejčkou, aby na něj byla přenesena farní práva kostela Nanebevzetí Panny Marie na Starém Brně, který se stal chrámem klášterním. V roce 1633 byly pro nedostatek duchovních spojeny farnosti v Komíně, Bystrci a Žebětíně pod společnou duchovní správu komínského faráře. Roku 1720, při velkém požáru Komína, vyhořel i kostel. Fara musela být přestěhována do Bystrce a byla Komínu omezeně vrácena v roce 1786 s lokální správou. Samostatná farnost byla obnovena až v roce 1857. K celkové opravě kostela došlo v letech 1883–1884. V letech 1911–1913 byl kostel zásadně přestavěn.
Dne 1. ledna 2000 byly z komínské farnosti vyčleněny Žabovřesky, ve kterých vznikla samostatná žabovřeská farnost.

## Duchovní správci
Od 1. srpna 2014 byl jako farář ustanoven R. D. Mgr. Marcel Javora.

## Bohoslužby
| Kostel                          | Místo           | Bohoslužba (den)                           | Hodina                                                   | Poznámka     |
| ------------------------------- | --------------- | ------------------------------------------ | -------------------------------------------------------- | ------------ |
| kostel svatého Vavřince         | Brno-Komín      | neděle pondělí středa čtvrtek pátek sobota | 7.00 (1. v měsíci latinská), 10.00 18.00 7.00 18.00 7.00 | farní kostel |
| kaple Pána Ježíše v Getsemanech | Brno-Žabovřesky | neděle                                     | 8.30                                                     | kaple        |

## Aktivity ve farnosti
Probíhá pravidelná výuka náboženství,farní duchovní obnova, příprava na první svaté přijímání a biřmování, scházejí se ministranti. Aktivní je pěvecká schola (a to i latinská), farnost vydává zpravodaj Laurentius. V době adventní a vánoční pořádá farnost akce pro veřejnost v rámci projektu Křesťanské Vánoce (rorátní bohoslužby, koncerty, živý betlém, roznáší se betlémské světlo apod.).
Ve farnosti se pravidelně koná tříkrálová sbírka, v roce 2015 se při ní v Komíně vybralo 88 267 korun, v Jundrově 12 549 korun. Při sbírce v roce 2016 se vybralo v Komíně 88 830 korun a v Jundrově 19 633 korun.Při sbírce v roce 2017 se vybralo v Komíně 90 944 korun a v Jundrově 13 065 korun.
Dnem vzájemných modliteb farností za bohoslovce a bohoslovců za farnosti brněnské diecéze je 16. březen. Adorační den připadá na 1. listopad.
Dne 24. června 2017 přijal jáhenské svěcení kandidát stálého diakonátu Ing. Radovan Jiřík, Ph.D., pocházející z komínské farnosti.